# Кий (срібна монета)
«Кий» — пам'ятна срібна монета номіналом 10 гривень, випущена Національним банком України, присвячена князю Кию — легендарному засновнику міста Києва і Київської держави наприкінці V — початку VI ст.
Монету введено в обіг 29 червня 1998 року. Вона належить до серії «Княжа Україна».

## Опис монети та характеристики
| Номінал грн. | Метал  | Маса, г      | Діаметр, мм | Якість виготовлення | Гурт     | Тираж, штук |
| ------------ | ------ | ------------ | ----------- | ------------------- | -------- | ----------- |
| 10           | срібло | 31,1 / 33,62 | 38,61       | пруф                | рифлений | 10 000      |

### Аверс
На аверсі монети в обрамленні інтерпретованого орнаменту давньоруської напрестольної арки-оберегу XII ст., що відтворювала модель всесвіту у східних слов'ян, розміщені зображення малого Державного герба України і стилізовані написи у чотири рядки: «УКРАЇНА», «10 ГРИВЕНЬ», «1998» та позначення, проба і вага металу.

### Реверс

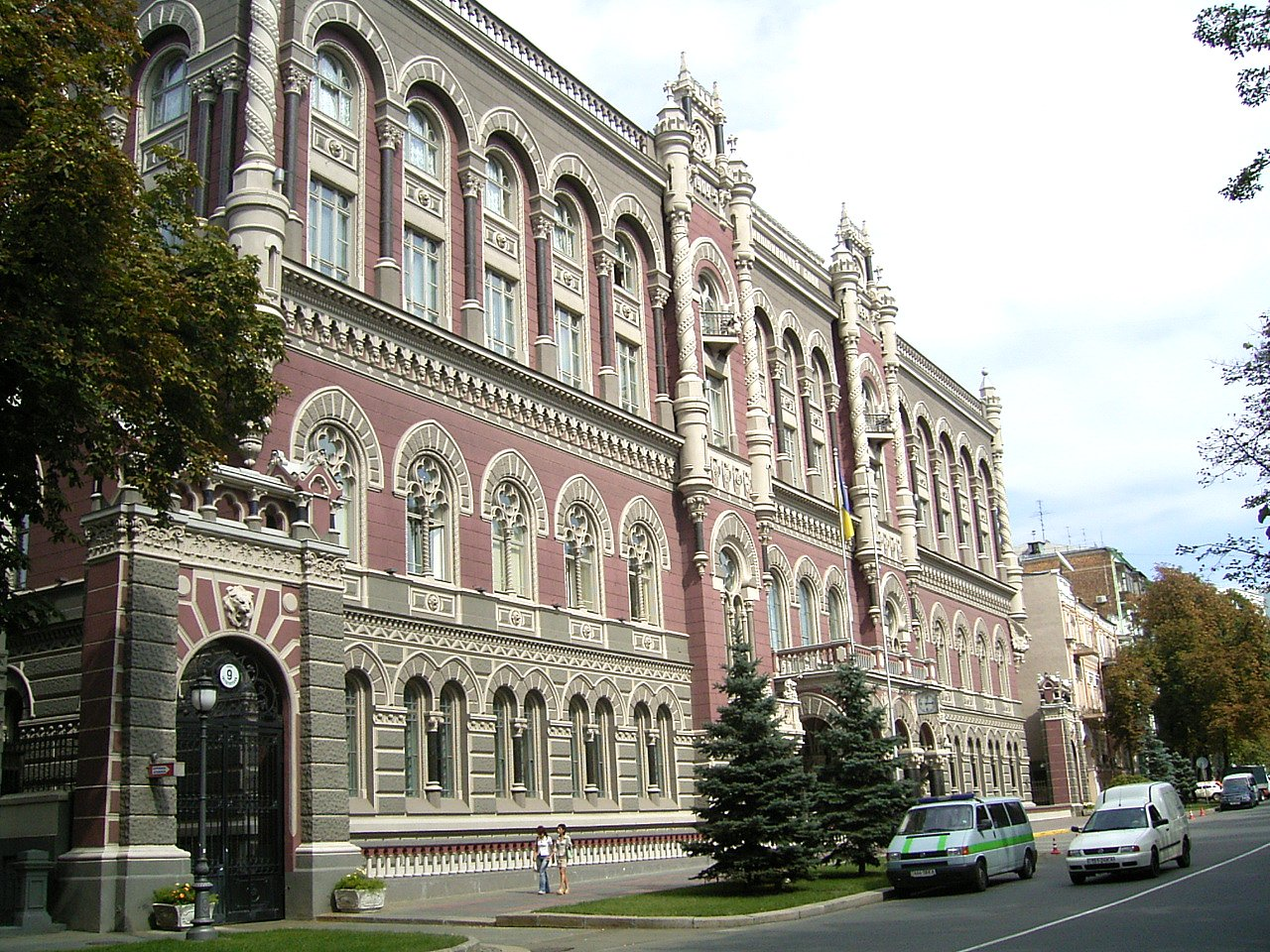
Будівля Національного банку України

На реверсі монети на тлі імітованого сувою розгорнуто трипланову композицію, що складається з уявного образу князя Кия, зображень фігур трьох братів-вершників та жінки (Кий, Щек, Хорив, їх сестра Либідь) і фортеці на пагорбі на задньому плані. На монеті розміщені стилізовані написи: «КИЙ» (угорі) і «КНЯЖА УКРАЇНА» (унизу в два рядки).

## Автори
- Художники: Козаченко Віталій, Таран Володимир, Харук Олександр, Харук Сергій.
- Скульптори: Атаманчук Володимир, Дем'яненко Володимир .

## Вартість монети
Ціна монети — 575 гривень була вказана на сайті Національного банку України в 2012 році.
Фактична приблизна вартість монети, з роками змінювалася так:
| Рік        | 2010 | 2011 | 2012 | 2013 | 2014 | 2015 | 2016 | 2017  | 2018  | 2019 | 2020  | 2021  | 2022  | 2023  | 2024  | 2025  |
| ---------- | ---- | ---- | ---- | ---- | ---- | ---- | ---- | ----- | ----- | ---- | ----- | ----- | ----- | ----- | ----- | ----- |
| Ціна, грн. | 400  | 500  | 550  | 570  | 575  | 900  | 850  | 1 000 | 1 000 | 960  | 1 070 | 1 280 | 1 480 | 1 660 | 3 200 | 3 300 |